# Doo-Wops & Hooligans
Doo-Wops & Hooligans je debutové album amerického zpěváka havajského původu Bruna Marse vydané 4. října 2010. Písně, které jsou na albu vydány, napsal sám, spolu se svým produkčním týmem The Smeezingtons. Název alba odkazuje na doo-wopovou hudbu a zdůrazňuje jednoduchost.
Pilotní singl "Just the way you are", byl poprvé hrán 19. července 2010 a usadil se na 1. místě v Billboard Hot 100 po dobu čtyř po sobě jdoucích týdnů. Druhý singl Grenade se probojoval až do první desítky v Austrálii, Kanadě, Novém Zélandu a dvakrát po sobě dosáhl prvního místa v USA a Velké Británii.

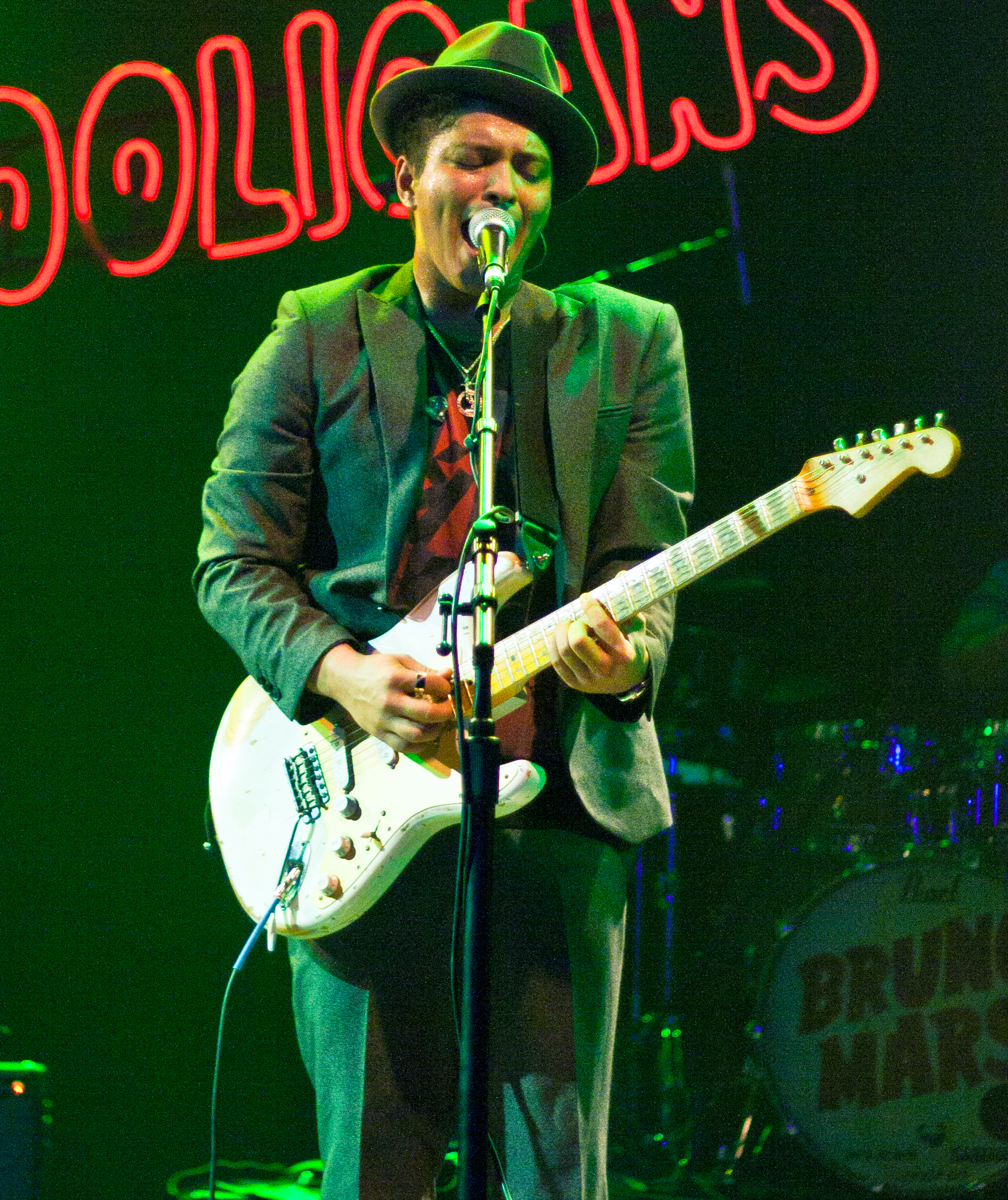
Bruno Mars

## Doo-Wops & Hooligans turné
Turné je oficiálně naplánované od 16. listopadu 2010 do 16. dubna 2011
| Datum             | Město             | Země            | Místo                        |
| Severní Amerika   | Severní Amerika   | Severní Amerika | Severní Amerika              |
| ----------------- | ----------------- | --------------- | ---------------------------- |
| Listopad 16, 2010 | San Francisco     | USA             | Slim's                       |
| Listopad 19, 2010 | San Diego         | USA             | Price Center                 |
| Listopad 20, 2010 | Scottsdale        | USA             | Martini Ranch                |
| Listopad 23, 2010 | Dallas            | USA             | The Loft                     |
| Listopad 24, 2010 | Houston           | USA             | Warehouse Live               |
| Listopad 26, 2010 | Sauget            | USA             | Pop's                        |
| Listopad 27, 2010 | Chicago           | USA             | Bottom Lounge                |
| Listopad 28, 2010 | Cleveland Heights | USA             | Grog Shop                    |
| Listopad 30, 2010 | Boston            | USA             | Paradise Rock Club           |
| Prosinec 19, 2010 | Honolulu          | USA             | Neal S. Blaisdell Arena      |
| Prosinec 21, 2010 | Kahului           | USA             | Maui Arts & Cultural Center  |
| Evropa            |                   |                 |                              |
| Únor 24, 2011     | Londýn            | Velká Británie  | Café de Paris                |
| Březen 3, 2011    | Berlín            | Německo         | Postbahnhof                  |
| Březen 5, 2011    | Paříž             | Francie         | La Cigale                    |
| Březen 6, 2011    | Amsterdam         | Nizozemí        | Paradiso                     |
| Březen 7, 2011    | Stuttgart         | Německo         | Rohre                        |
| Březen 9, 2011    | Dublin            | Irsko           | Olympia Theatre              |
| Březen 10, 2011   | Manchester        | Velká Británie  | Manchester Club Academy      |
| Březen 11, 2011   | Glasgow           | Velká Británie  | O2 ABC Glasgow               |
| Březen 13, 2011   | Camden Town       | Velká Británie  | Koko                         |
| Březen 14, 2011   | Camden Town       | Velká Británie  | Koko                         |
| Březen 15, 2011   | Birmingham        | Velká Británie  | Birmingham Institute Library |
| Březen 17, 2011   | Kolín nad Rýnem   | Německo         | Gloria                       |
| Březen 18, 2011   | Mnichov           | Německo         | Theaterfabrik                |
| Březen 20, 2011   | Hamburg           | Německo         | Übel & Gefährlich            |
| Březen 23, 2011   | Kodaň             | Dánsko          | Store Vega                   |
| Asie              |                   |                 |                              |
| Duben 5, 2011     | Jakarta           | Indonésie       | Istora Senayan               |
| Duben 7, 2011     | Cebu              | Filipíny        | Waterfront Hotel             |
| Duben 8, 2011     | Manila            | Filipíny        | Araneta Coliseum             |
| Duben 10, 2011    | Kuala Lumpur      | Malajsie        | Putra World Trade Center     |
| Austrálie         |                   |                 |                              |
| Duben 12, 2011    | Perth             | Austrálie       | Astor Theatre                |
| Duben 14, 2011    | Sydney            | Austrálie       | Luna Park                    |
| Duben 15, 2011    | Adelaide          | Austrálie       | Thebarton Theatre            |
| Duben 16, 2011    | Melbourne         | Austrálie       | Festival Hall                |

## Seznam skladeb
1. "Grenade" – 3:42
2. "Just the Way You Are" – 3:40
3. "Our First Time" – 4:03
4. "Runaway Baby" – 2:27
5. "The Lazy Song" – 3:15
6. "Marry You" – 3:50
7. "Talking to the Moon" – 3:37
8. "Liquor Store Blues" (feat. Damian Marley) – 3:49
9. "Count on Me" – 3:17
10. "The Other Side" (feat. Cee Lo Green a B.o.B) – 3:47
11. (v Deluxe Edition) "Just the Way You Are" (Remix ft. Lupe Fiasco) – 3:58
12. (v Deluxe Edition) "Somewhere in Brooklyn" (EP version) – 3:01

## Tvůrci alba
- B.o.B – vokály, skladatel
- Aaron Bay-Schuck – umělci a repertoár
- Jeff Bhasker – skladatel
- Nicki Bilardello – design
- Brody Brown – skladatel, instrumentalista
- Mitchum Chin – skladatel
- Dwayne "Supa Dups" Chin-Quee – bubny, producent, aranžér, skladatel, programování
- DJ Dizzy – scratching
- Lanre Gaba – umělci a repertoár
- Cee Lo Green – vokály
- Claude Kelly – skladatel
- Philip Lawrence – skladatel
- Ari Levine – skladatel, instrumentalista
- Eric Madrid – asistent
- Stephen Marcussen – mastering
- Damian Marley – vokály, skladatel
- Bruno Mars – vokály, skladatel, instrumentalista
- Needlz – producent, skladatel
- Thomas Pentz – skladatel
- Michelle Piza – package manager
- Christian Plata – asistent
- Alex Schwartz – umělci a repertoár
- Khalil Walton – skladatel
- Albert Winkler – skladatel
- Andrew Wyatt – skladatel

## Mezinárodní žebříčky

### Týdenní žebříčky
| Země             | Umístění |
| ---------------- | -------- |
| Austrálie        | 2        |
| Belgie           | 1        |
| Česko            | 17       |
| Dánsko           | 3        |
| Irsko            | 1        |
| Kanada           | 1        |
| Německo          | 1        |
| Nizozemsko       | 1        |
| Nový Zéland      | 2        |
| Rakousko         | 2        |
| Švýcarsko        | 1        |
| UK Albums Chart  | 1        |
| US Billboard 200 | 1        |

### Roční žebříčky
| Země        | Umístění |
| ----------- | -------- |
| Austrálie   | 45       |
| Nový Zéland | 26       |

### Certifikáty
| Země           | Poskytovatel | Certifikáty     |
| -------------- | ------------ | --------------- |
| Austrálie      | ARIA         | Zlatá deska     |
| Kanada         | CRIA         | Platinová deska |
| Nový Zéland    | RIANZ        | Platinová deska |
| Velká Británie | BPI          | Zlatá deska     |
| USA            | RIAA         | Zlatá deska     |